# 155 GH 52 APU
Die 155 GH 52 APU ist eine 155-mm-Haubitze, die von dem finnischen Rüstungsbetrieb Patria entwickelt und hergestellt wurde. Bei den Verteidigungskräften Finnlands trägt sie die Bezeichnung 155 K 98.

## Entwicklung
Die 155 GH 52 APU wurde von VAMMAS für die Verteidigungskräfte Finnlands sowie für den Export entwickelt. Basieren auf dem Versuchsmuster 155 K 93 entstand 1992 ein Prototyp mit der Bezeichnung 155 K 52-6. Nach der Truppenerprobung sowie weiteren Anpassungen am Geschütz wurden die ersten 155 GH 52 APU an die Verteidigungskräfte Finnlands ausgeliefert. In den darauffolgenden Jahren entstanden bei VAMMAS bzw. Patria verschiedene Weiterentwicklungen basierend auf der 155 GH 52 APU. So entstand ein Prototyp einer Selbstfahrlafette auf einem T-55. Weiter entstand das Konzept einer Selbstfahrlafette auf einem Sisu E13TP 8×8. Nachdem nur Ägypten als Exportkunde gewonnen werden konnte, wurde die Produktion der 155 GH 52 APU im Jahr 2005 eingestellt. Im Jahr 2000 betrug der Preis für ein Geschütz rund 500.000 Euro.
Im März 2025 wurde die Lkw-basierte Artillerie-Selbstfahrlafette ARVE vorgestellt, auf welcher ein 155 GH 52-Geschütz verbaut ist.

## Technik
Die 155 GH 52 APU ist eine konventionelle Feldhaubitze mit Kraftzugsystem. Sie zeigt das Muster einer vierrädrigen Spreizlafette mit einem Hilfsmotor zum kurzzeitigen Eigenantrieb. Die 155 GH 52 APU wiegt beim Transport 12.500 kg und feuerbereit 14.580 kg. Die Länge variiert zwischen 10,9 m in gezogener und 11,0 m in feuerbereiter Stellung. In der gezogenen Stellung misst die Höhe 2,25 m und die Breite auf der Fahrbahn beträgt 2,82 m. Die Bodenfreiheit beträgt 400 mm. Beim Straßentransport sind die Holme nach hinten geklappt und ruhen auf der Anhängerkupplung des Zugfahrzeugs. In Fahrstellung ist das Rohr nach 180° vorne in die Fahrtrichtung geschwenkt. Zum Straßentransport können Lastkraftwagen mit der Radformel 6×6 verwendet werden. Die maximal zulässige Zuggeschwindigkeit beträgt 100 km/h auf der Straße und 45 km/h im Gelände.

### Geschütz

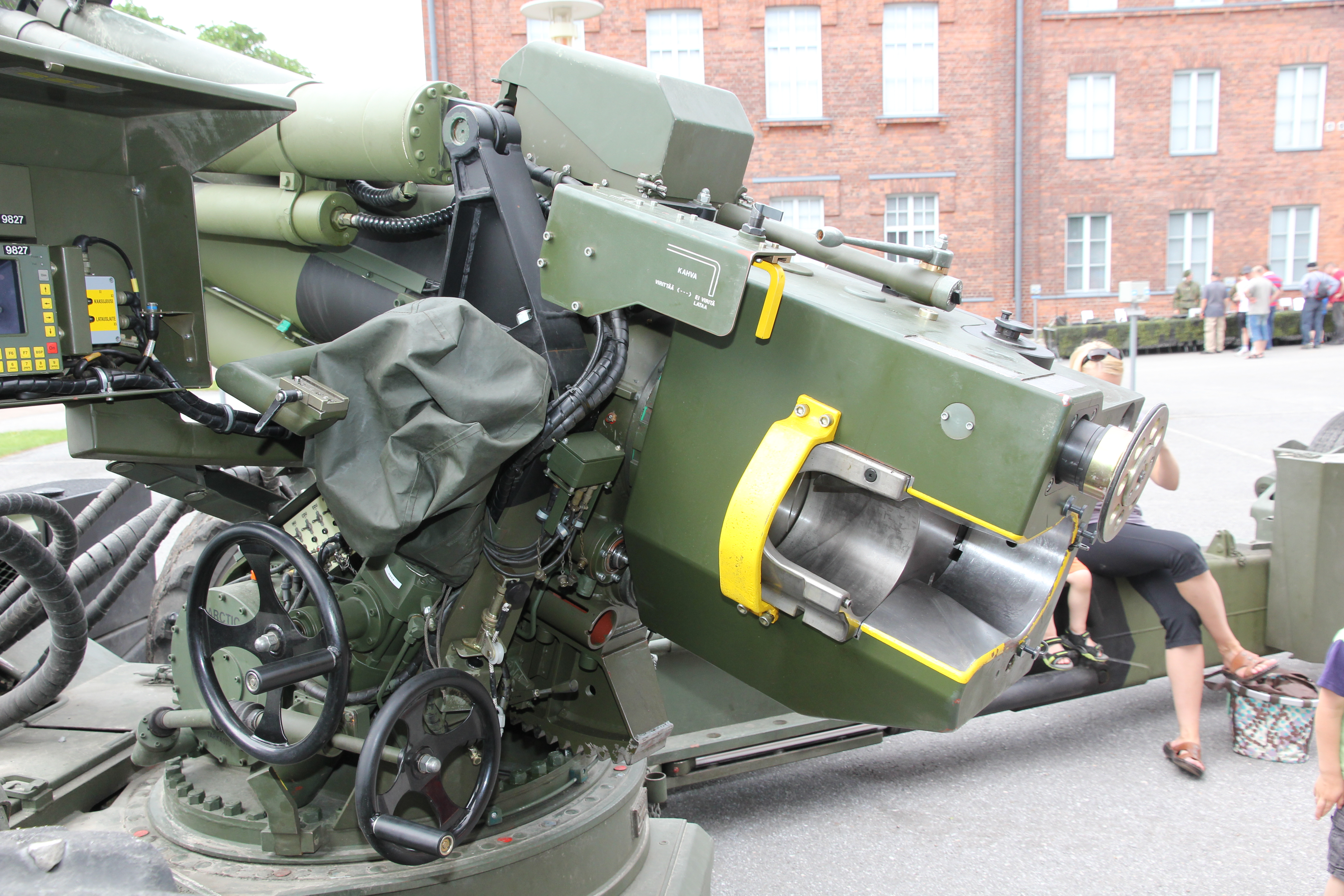
Verschluss ohne Ladehilfe

Das Geschützrohr mit 52 Kaliberlängen (L/52) besteht aus hochfestem Stahl und ist durchgehend autofrettiert. Das Geschütz entspricht dem Joint Ballistics Memorandum of Understanding (JBMoU) der NATO. Am Geschützrohr ist ein Rauchabsauger montiert und es kann eine Rohrschutzhülle angebracht werden. Das Geschützrohr ist auf einer zweiachsigen Lafette mit zwei Spreizholmen untergebracht. Die Lafette ist aus Stahl hergestellt. Vorne an der Lafette ist ein Deutz-Hilfsmotor mit einer Leistung von 76,9 kW angebracht. Der Hilfsmotor dient zum Speisen des Hydrauliksystems, zum Heben der Holmenden beim Abkuppeln, zum Lenken der Stützräder und zu ihrem Heben beim Kraftzugbetrieb, sowie zum Spreizen und Schließen der Holme. Auch kann das Geschütz mit dem Hilfsmotor über kurze Distanzen mit bis zu 15 km/h in die Feuerstellung gefahren werden. Dafür befindet sich links neben dem Hilfsmotor ein Sitz mit Joystick für den Fahrer. An den Holmen sind zwei absenkbaren und lenkbaren Stützräder angebracht. Diese ermöglichen die Steuerung bei Fahrten mit dem Hilfsmotor. Bei der Rohrwiege sind am Geschützrohr zwei hydropneumatische Rohrbremsen und Rückholeinrichtungen montiert. Am Rohrende befindet sich die Ladungskammer mit einem Volumen von 23 Liter. Verwendet wird ein horizontaler Keilverschluss. Der Seitenrichtbereich beträgt je Seite 35°. Der Höhenrichtbereich liegt zwischen −5 und +70°. Neben der Rohrwiege sind auf der linken Seite die Visiereinrichtung, die TALIN-Feuerleitanlage sowie weitere Bedienelemente für den Kanonier montiert. Mit einem Zielfernrohr können Ziele auf eine Entfernung von 3 km im Direktschuss bekämpft werden. Weiter ist oben am Geschützrohr eine Messanlage für die Mündungsgeschwindigkeit angebracht. Neben der fest installierten Feuerleitanlage kann die 155 GH 52 APU zusätzlich mit einem Navigationssystem sowie einer Wetterstation ausgerüstet werden.
Hinter dem Verschlussblock kann optional eine halbautomatische Ladehilfe angebracht werden. Diese verwendet einen hydraulischen Ketten-Ladestock (Ketten-Stampfer bzw. Förderstempel). Die Ladehilfe führt das Geschoss aus einer Ladeschale zu und setzt sie im Rohr an. Danach werden die Treibladungsbeutel geladen und zugeführt. Die Ladehilfe wird durch einen Hydraulikspeicher angetrieben, der beim Rohrrücklauf der Waffe aufgeladen wird. Als weitere Option steht ein Ladekran zur Verfügung, mit dem die Geschosse vom Boden in die Ladeschale gehoben werden können.
Um die 155 GH 52 APU feuer- oder fahrbereit zu machen, benötigt die 8- bis 9-köpfige Bedienmannschaft rund zwei Minuten. Danach kann das Geschütz zur Not auch von zwei Mann bedient werden. Beim Schießen sind die Haupträder angehoben und die 155 GH 52 APU stützt sich vorn auf eine von der Unterlafette abgesenkte Schießplattform. Am Ende der Holme sind zwei Erdsporne angebracht, welche die Rückstoßkraft in das Erdreich ableiten. Zusätzlich wird der Rückstoß durch eine Einkammer-Mündungsbremse gemindert. Der maximale Rohrrücklauf beträgt 1500 mm.
Mit der Ladehilfe können innerhalb von 12 Sekunden 3 Schuss abgefeuert werden. Danach können für eine kurze Zeit 10 Schuss innerhalb einer Minute abgefeuert werden. Somit können vier Geschütze innerhalb einer Minute rund 1,8 Tonnen Munition ins Ziel bringen. Für anhaltendes Feuer ist eine Schussfolge 3–6 Schuss pro Minute möglich.

### Munition
Die 155 GH 52 APU verwendet getrennt geladene Munition mit variablen Treibladungsbeuteln (Zonenladungen). Das heißt, das Geschoss und die Treibladung werden nacheinander geladen. Für die 155 GH 52 APU wird keine spezielle Munition produziert und es kann die gesamte 155-mm-NATO-Munition verschossen werden. Folgende Schussdistanzen werden erreicht:
| Name          | Geschosstyp                                      | Masse   | Füllung                    | Schuss- distanz |
| ------------- | ------------------------------------------------ | ------- | -------------------------- | --------------- |
| M107          | Sprenggranate                                    | 43,1 kg | 6,6 kg TNT                 | 24,5 km         |
| Tkr88 (LU111) | Sprenggranate mit Hohlboden                      | 42,6 kg | 8,8 kg Composition B       | 28,8 km         |
| HEER HB       | Sprenggranate mit Hohlboden                      | 44 kg   | 9,9 kg TNT/RDX             | 32 km           |
| HEER BB       | Sprenggranate mit Base Bleed                     | 47 kg   | 9,9 kg TNT/RDX             | 41 km           |
| ERFB BT       | Extended-Range-Full-Bore-Geschoss                | 44 kg   | 8,7 kg TNT/RDX             | 30,5 km         |
| ERFB BB       | Extended-Range-Full-Bore-Geschoss mit Base Bleed | 47 kg   | 8,7 kg TNT/RDX             | 42,5 km         |
| BONUS         | Suchzünder-Munition                              | 44,6 kg | 2 Suchzünder-Streumunition | 35 km           |

## Nutzerstaaten
- Ägypten – 16 (Lizenzproduktion ohne Hilfsmotor)[8][9]
- Finnland – 132[8]